# Hävlar
Hävlar är två fint barkade trästänger som man vid till exempel ängs- eller myrslåtter bar hö på. Hävlarna lastades fulla med gräs eller hö mellan de två trästängerna och två personer bar sedan fram höet till stackston, hässjan eller in i ängslador. Längden på hävlarna var cirka 3,5-4 meter och avståndet mellan de två trästängerna var cirka 0,5 meter.